# Bělopásek topolový
Bělopásek topolový (Limenitis populi) je denní motýl z čeledi babočkovitých (Nymphalidae). Druhové jméno je odvozeno od Populus (topol), rodu rostlin, jejichž listy mu slouží jako potrava pro housenky.

## Výskyt
Bělopásek topolový, který se zřídka vyskytuje, je podstatně větší než bělopásek dvouřadý ( Limenitis camilla ) a je jedním z největších motýlů v Německu. Vyskytuje se v řídkých listnatých lesích, ve kterých rostou osiky ( Populus tremula ) nebo topoly černé ( Populus nigra ), protože housenka se živí pouze listy těchto druhů stromů. Větším otevřeným plochám se vyhýbá. Ve Švýcarsku obývá hlavně lužní biotopy. Většinou je vidět samce, protože samice často zůstávají ve výšce korun stromů a zřídka létají dolů na zem.

## Popis
Motýli dosahují rozpětí křídel 70 až 75 milimetrů, přičemž pohlaví se velikostí neliší. Horní strana křídla má tmavě hnědou základní barvu a na ní bílé skvrny. Samice mají na zadních křídlech výrazné bílé pruhy, které jsou ohraničeny oranžovými a modrými pruhy. U samců je tento vzor užší a slabší nebo může téměř úplně chybět. Spodní strana křídla je oranžová a jasně tvarovaná s bílým pruhem oddělených buněk a modrošedou okrajovou oblastí.

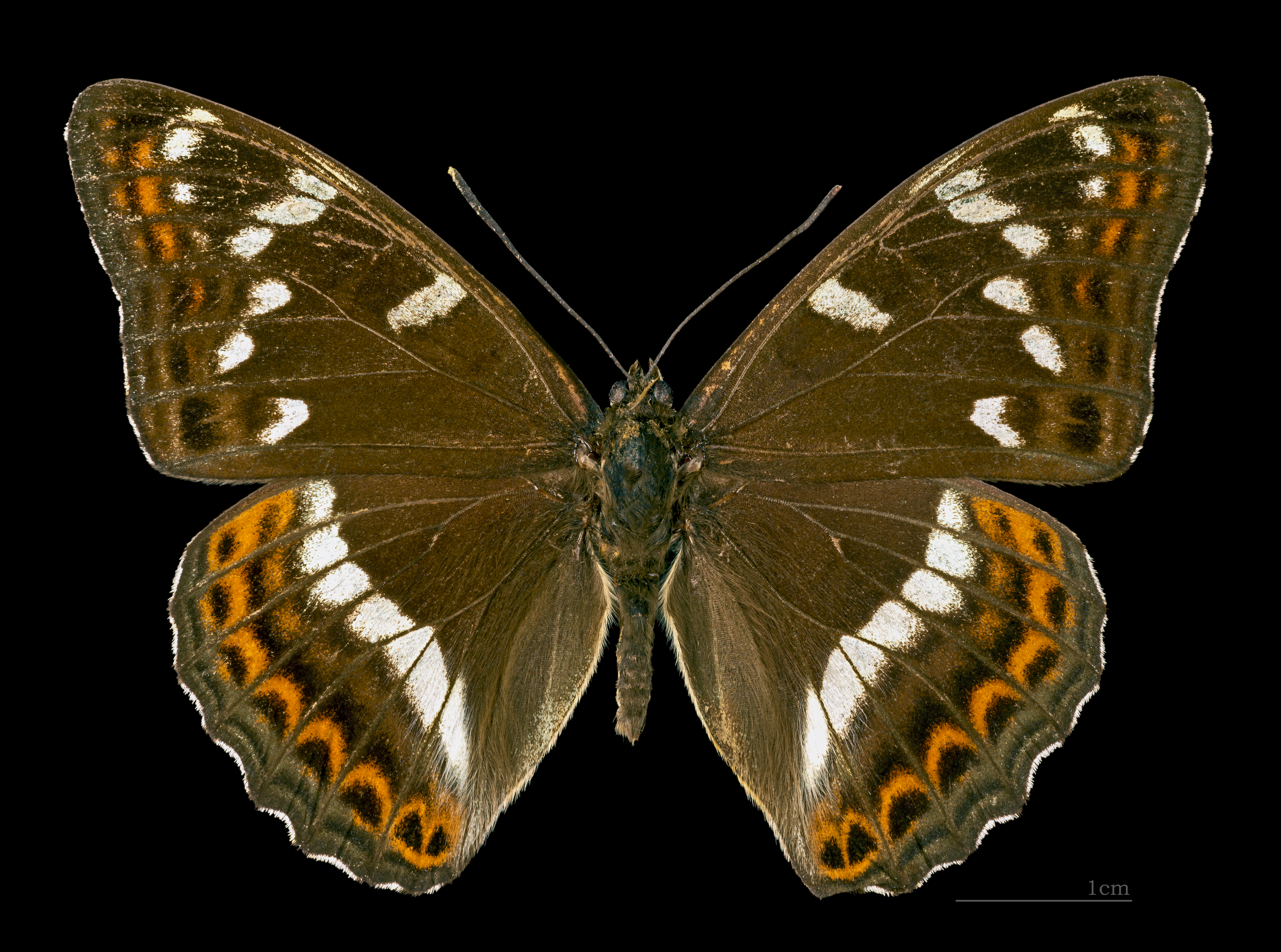
Hřbetní pohled ♂
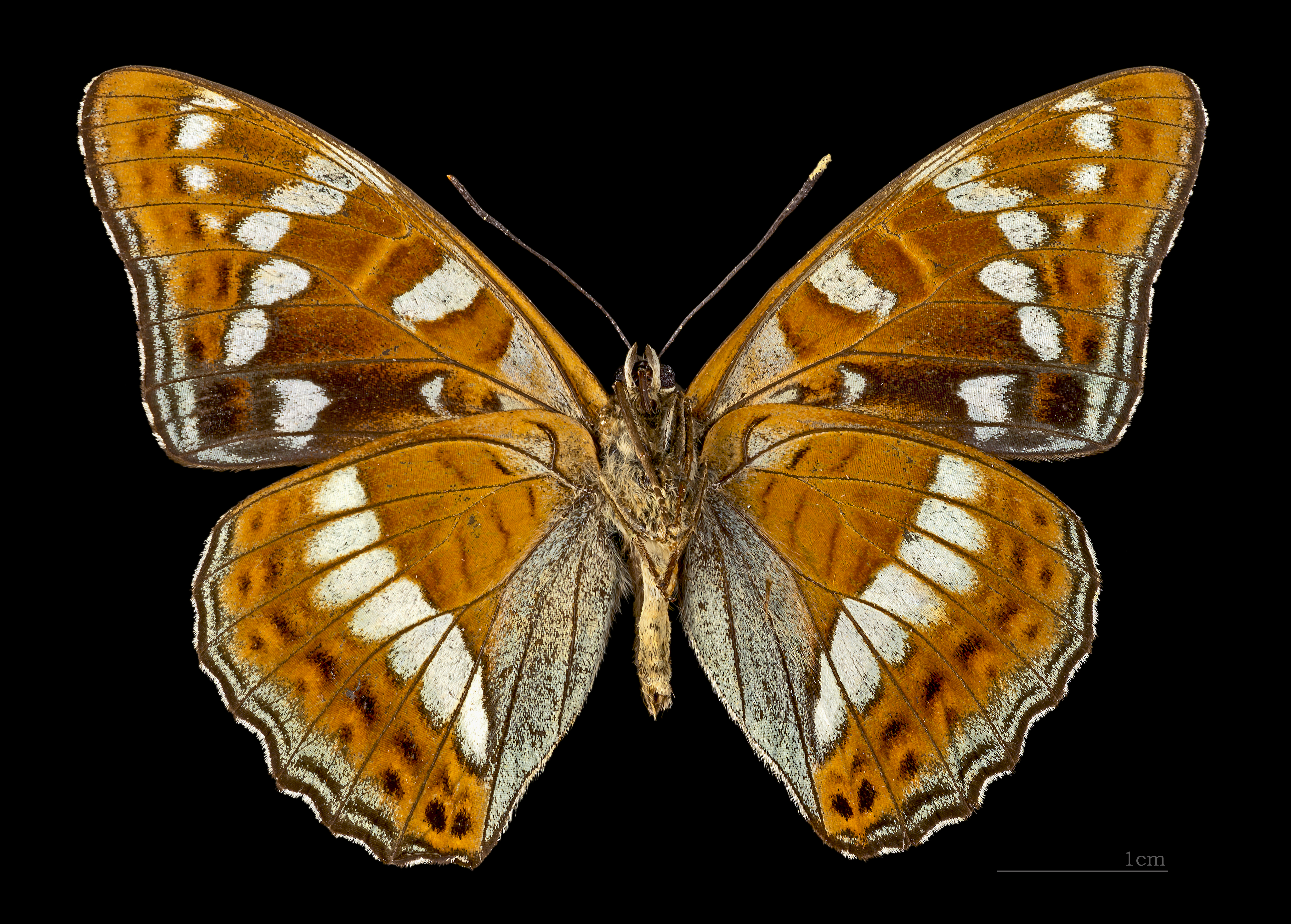
△ Pohled zepředu ♂
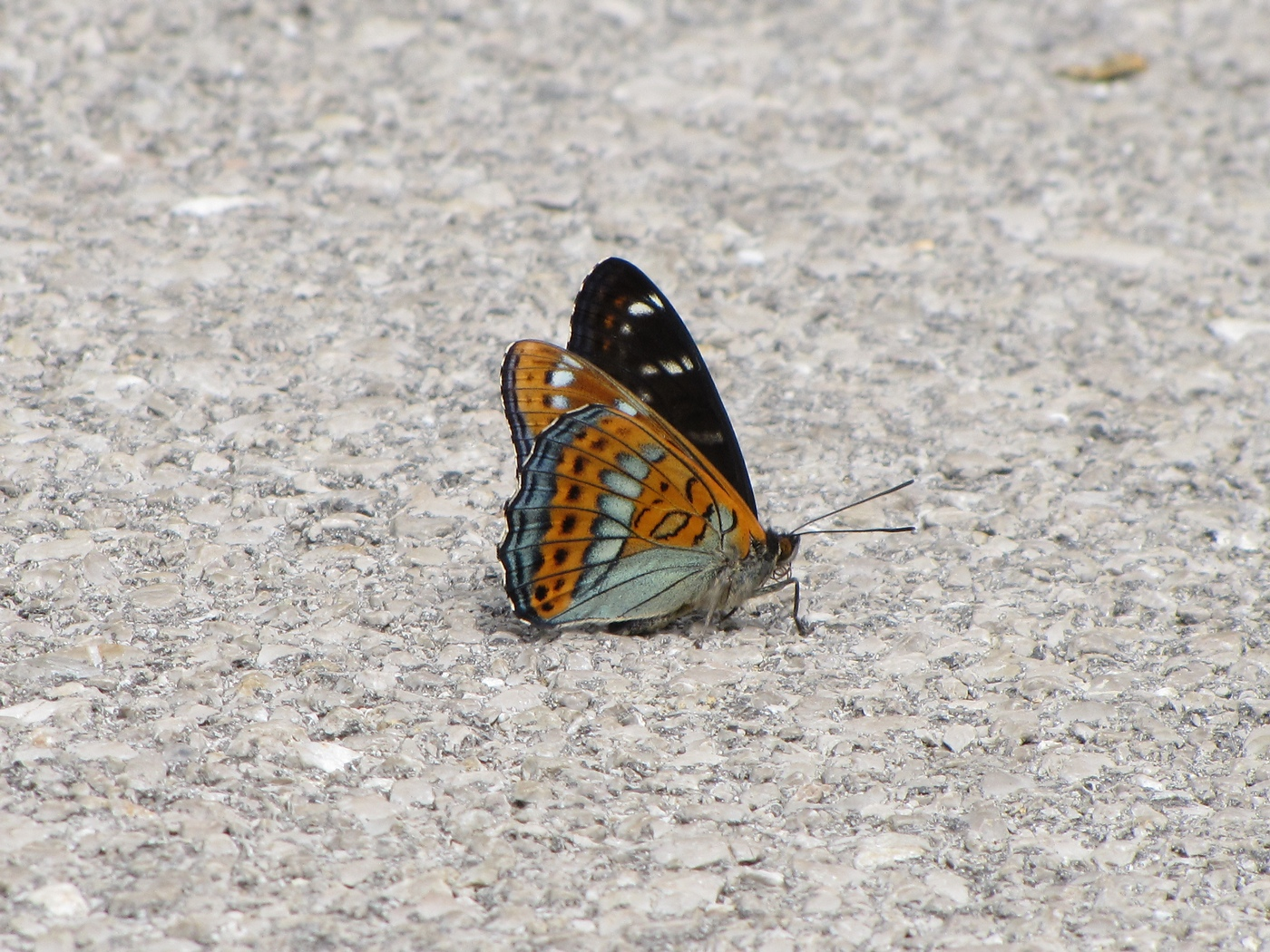
bělopásek topolový
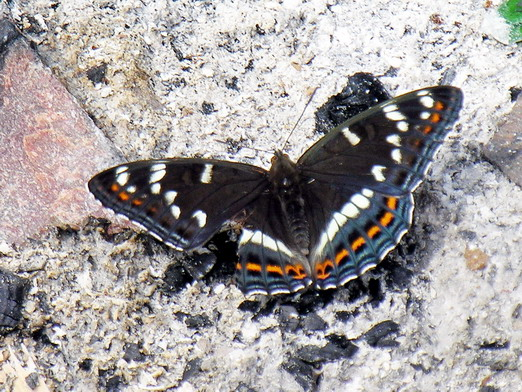
bělopásek topolový

## Způsob života

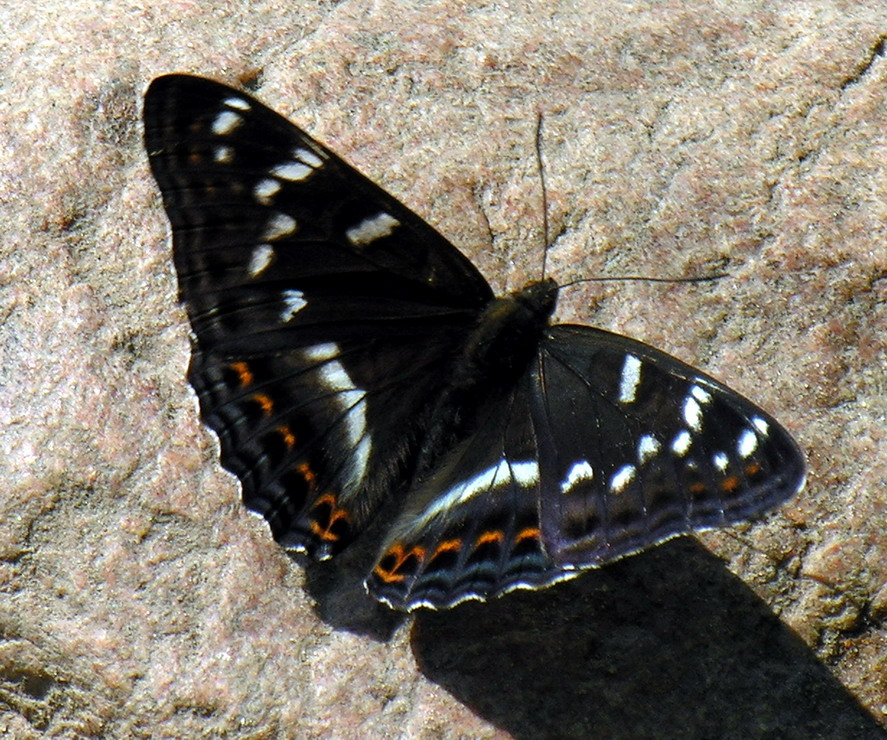
bělopásek topolový hledá minerály na zemi

Stejně jako poněkud podobný Batolec duhový motýli rádi navštěvují vlhká místa a přitahují je vůně vycházející z mršin nebo exkrementů. Také nasávají mízu nebo pot a tímto způsobem absorbují minerály potřebné k dosažení reprodukční schopnosti. Nehledají květiny.

## Vývoj
Živnými rostlinami jsou osiky a příležitostně i topoly černé na teplých chráněných svazích. Samice kladou zelená vajíčka jednotlivě na začátku července na špičku listů ve výšce ½ m až 3 m.

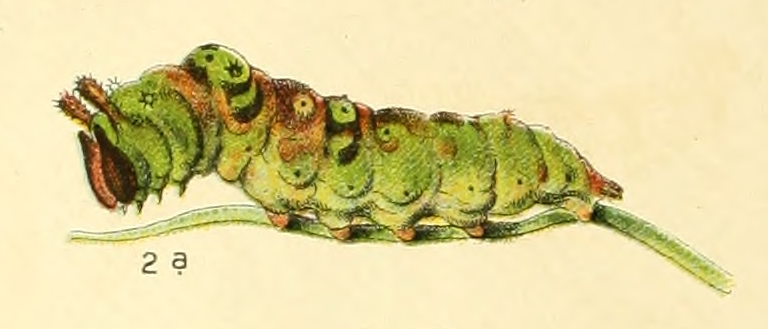
Housenka Limenitis populi

Asi po dvou týdnech se housenky líhnou a vytvářejí svůj charakteristický vzor žíru se zapuštěnou centrální žílou na listech. Prodlužují střední žebro s připojenými kuličkami trusu. Pobývají na těchto výkalech během přestávek v krmení. Zde jsou optimálně chráněni před menšími nepřáteli. Již v srpnu si mladá housenka (L3) vyrábí zimní hnízdo (hibernarium) z vystřiženého a srolovaného listu. Zde přežívá chladné období a znovu vylézá před vyrašení nových listů.
Mladá housenka je před zimováním šedohnědá. Po zimování zezelená s hnědými a načernalými odstíny. Hlava je červenohnědá, boky černé. Nyní se krmí nejprve listovými pupeny, pak novými listy. Kuklí se v červnu na lehce srolovaném listu. Motýl se líhne asi po dvou týdnech.

## Doba letu
Dospělí motýli létají obvykle od června do konce července. Někdy motýli létají již v květnu.

## Ochrana
Bělopásek topolový se stal vzácným a je chráněným druhem. Druh je ohrožen zejména kácením živných stromů.